# Francisco Hermógenes Ramos Mejía
Francisco Hermógenes Ramos Mejía Ross (Buenos Aires, 11 de diciembre de 1773-Tapiales, 5 de mayo de 1828) fue uno de los más importantes hacendados bonaerenses de principios del siglo XIX y un defensor de los aborígenes pampas. Participó brevemente de la política de Buenos Aires y de la firma del 
«Tratado de paz de la estancia Miraflores». entre el gobierno y los indígenas ubicadas al sur de la línea de frontera. Su condena a la violación del tratado por parte del gobierno motivó su detención y aislamiento en una de sus estancias. Defendió una postura religiosa personal, lo que le valió ser considerado por sus contemporáneos como un hereje.

## Biografía
Nació en Buenos Aires el 11 de diciembre de 1773. Era el séptimo hijo de los trece de una familia de buen linaje pero escasa fortuna. Su padre era Gregorio Pedro Joseph de Santa Gertrudis Ramos Mejía, natural de Sevilla, y su madre María Cristina Ross, hija de un escocés protestante.
A los diez años de edad inició sus estudios en el Real Colegio Seminario de la Purísima Concepción de la Virgen, donde estudió gramática y latín. Completó luego sus estudios en el Real Colegio de San Carlos, que finalizó en 1797

### El Alto Perú y matrimonio
Luego de finalizar sus estudios en el Real Colegio de San Carlos partió a Chuquisaca, en el Alto Perú, en busca de trabajo y de profundizar sus estudios en la Universidad Mayor Real y Pontificia San Francisco Xavier de Chuquisaca.

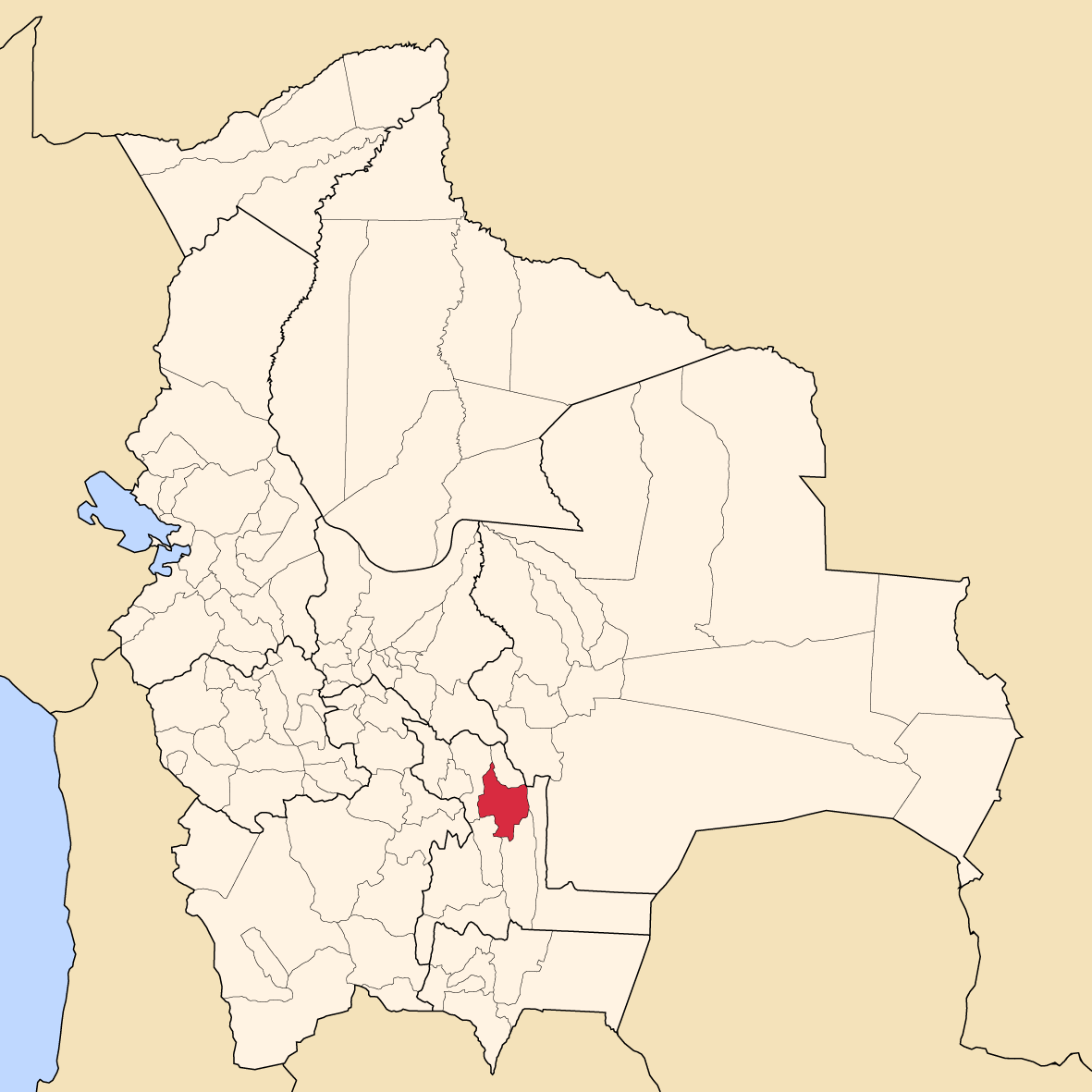
Tomina, Chuquisaca.

En 1797 ocupó un cargo en la localidad de Tomina del departamento de Chuquisaca. En 1801 fue nombrado Juez subdelegado en la Provincia de Pacajes, uno de los partidos del departamento de La Paz. El territorio contaba con una numerosa población indígena sometida al régimen de la mita, lo que le permitió conocer el trato del aborigen y probablemente formar su percepción de la cuestión indígena que marcaría su vida.
En La Paz el 5 de mayo de 1804 se casó con María Antonia de Segurola y Roxas, de 15 años de edad, hija de María Josefa Úrsula de Rojas y Foronda y de Sebastián de Segurola Çelayarán y Oliden, gobernador intendente de La Paz a fines de siglo XVIII y uno de los principales represores del movimiento de Túpac Amaru. Su esposa aportó como dote 150 mil pesos fuertes en dinero y joyas y extensas y valiosas fincas rurales ubicadas en lo que hoy es Bolivia.
En 1806, luego del nacimiento y temprana muerte de su primer hijo en La Paz, vendieron sus bienes y se trasladaron a Buenos Aires, haciendo la larga y lenta travesía desde el Alto Perú acompañados por ayudantes y 200 esclavos, y transportando una fortuna en plata y oro amonedado.

### Los Tapiales

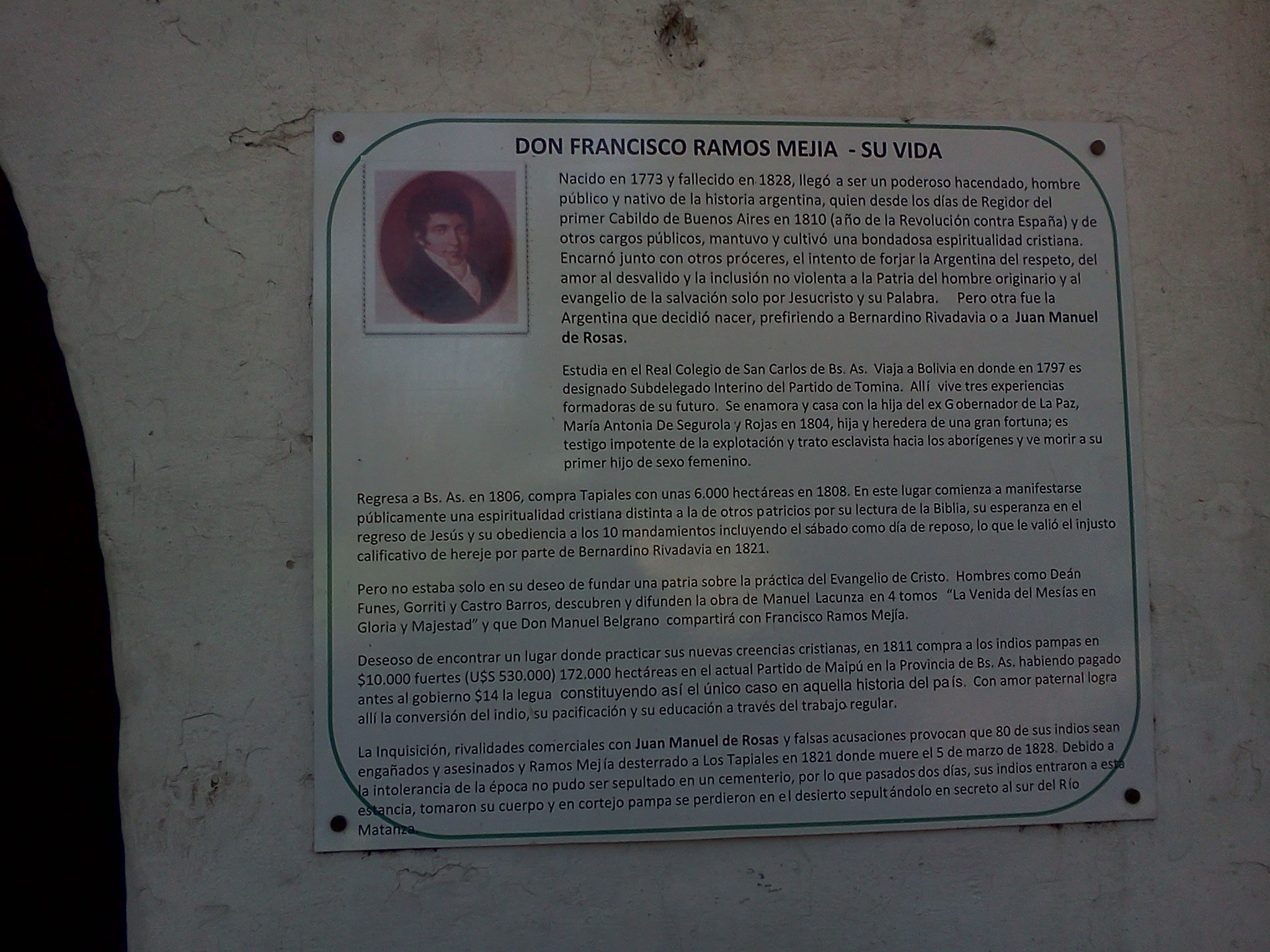
Cartel informativo sobre Francisco Ramos Mejía en la estancia Los Tapiales

El 25 de octubre de 1808, adquirió por 32.000 pesos de plata corriente al Comisario de Guerra y Juez Real Martín José de Altolaguirre una estancia de más de seis mil hectáreas en la zona de La Matanza, que se extendía desde el río Matanza hasta los montes de tala que llegaban al Palomar de Caseros. Entre sus límites se hallaba todo lo que hoy constituye el ejido urbano de la ciudad de Ramos Mejía.

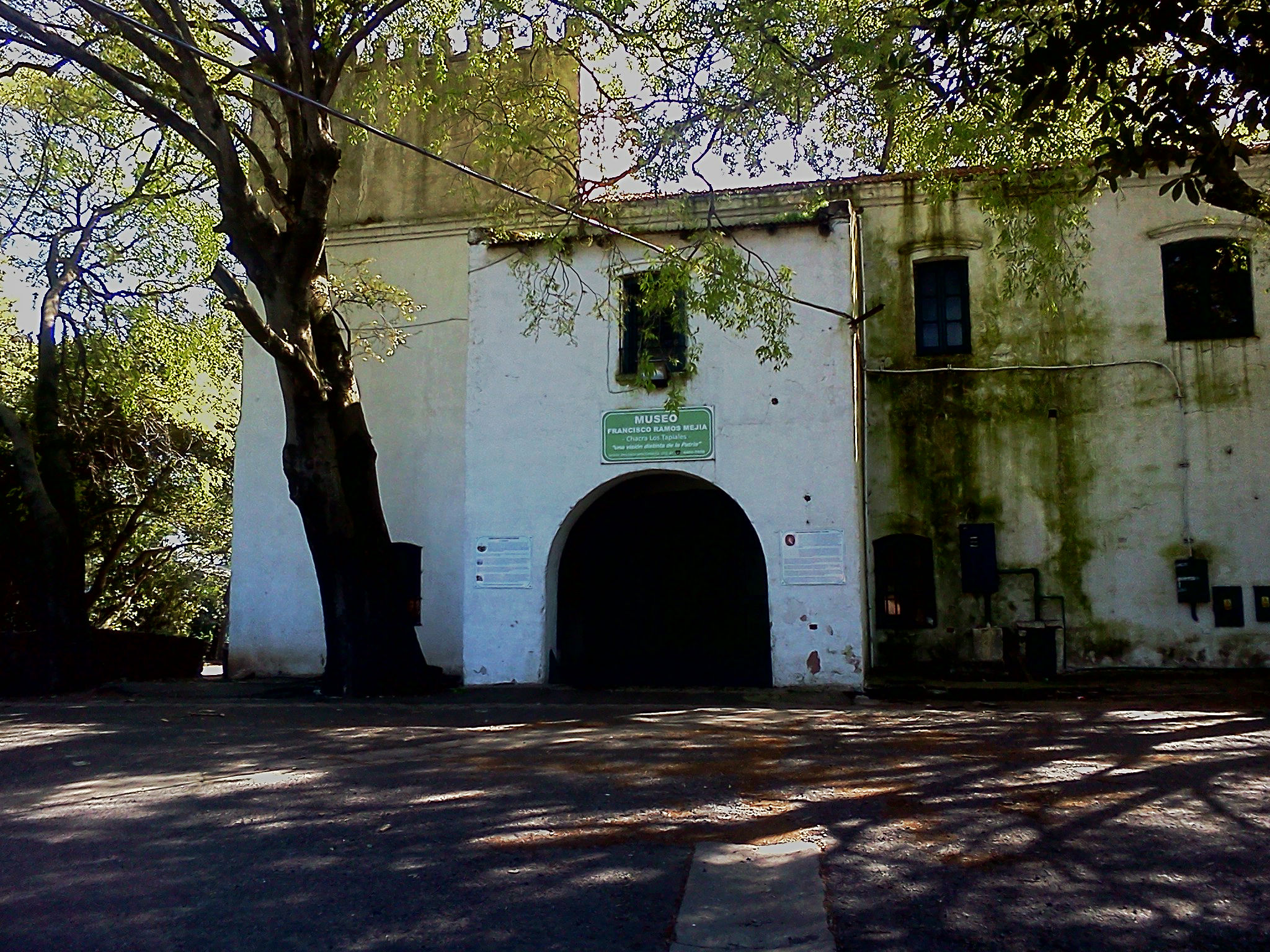
La estancia Los Tapiales, propiedad de Francisco Ramos Mejía.

La estancia contaba con numerosas arboledas y potreros cercados con tapias de tierra revestidas por ambos lados con tunas de penca, lo que probablemente dio lugar a su nombre posterior  "Los Tapiales". Altolaguirre, su anterior dueño, había efectuado una intensa actividad de forestación. Allí también se efectuaron las primeras plantaciones de lino, así como cultivos de olivares y 100 hectáreas de nogales. El terreno adquirido también incluía un amplio caserón situado frente a lo que hoy es la autopista a Ezeiza. Cuando en 1808 los Ramos Mejía compraron la estancia no se practicaba aún el alambrado de los campos, por lo que el perímetro estaba marcado con ciento cuarenta mojones de piedra.

El actual Partido de La Matanza, en la Provincia de Buenos Aires.

En ese campo ya se habían extinguido los caballos baguales y las vaquerías de ganado cimarrón (descendientes de los yeguarizos y vacunos abandonados en la pampa por los primeros conquistadores españoles) por lo que Francisco Ramos Mejía se ocupó de acrecentar su ganado mediante una explotación racional, y registró una marca propia para su hacienda.
En la zona ya no había incursiones de indios pero aún se recordaba que en 1740 los pampas habían llegado muy cerca de Buenos Aires y habían sido detenidos por vecinos armados en el pago de La Matanza.
La parte de la estancia que hoy es jurisdicción de la ciudad de Ramos Mejía estaba atravesada por el Camino Real, que llevaba a la Guardia de Luján, actual Mercedes. Las carretas (y más tarde las diligencias) en camino a la Provincia de San Luis o a Córdoba (y de allí a Chile o al Perú), debían necesariamente transitarlo por ser el único camino existente. 
Otro importante camino que cruzaba la estancia a poca distancia del Camino Real era el que hoy se denomina Avenida Gaona, y que desde la primera mitad del siglo XIX se conoció como "Camino de Gauna".

### Revolución de Mayo

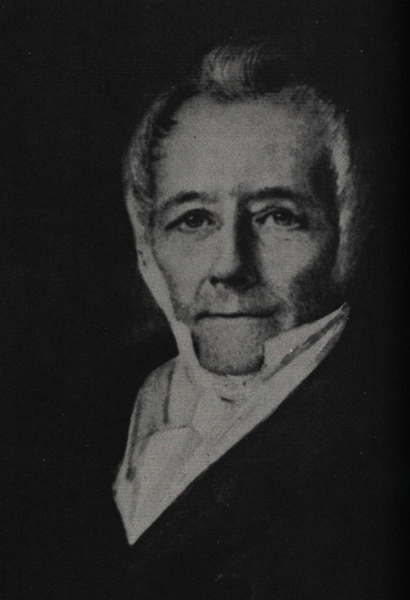
Ildefonso Ramos Mexía, hermano de Francisco Ramos Mejía.

Ocurridos en Buenos Aires los sucesos del 25 de mayo de 1810, los Ramos Mejía adhirieron en forma inmediata a los principios de la Revolución de Mayo. 
Ramos Mejía contribuyó generosamente con sus recursos para equipar y financiar a las tropas de uno de los ejércitos que la Primera Junta formó para defender la causa.
Fue designado regidor del Cabildo de Buenos Aires revolucionario electo el 17 de octubre de 1810 y cumplió las funciones de defensor de menores. Luego se desempeñó como Alférez Real y desde mediados de 1815 Alcalde Provincial dejando de actuar en la política de la ciudad y la nación en 1816. 
Uno de sus hermanos, Ildefonso Ramos Mejía, siguió teniendo una intensa participación en la vida política.

### Miraflores
Tras la paz acordada en 1790, por el virrey del Río de la Plata Nicolás del Campo, II marqués de Loreto, con los indios de la frontera sur, donde se fijó como línea divisoria el río Salado, la población indígena gozaba con relativa tranquilidad del control de la llanura pampeana. La Revolución de Mayo no pudo cambiar esa situación: las autoridades de las Provincias Unidas del Río de la Plata estaban ocupadas en las guerras para asegurar su independencia y no podían distraer esfuerzos para sostener la expansión efectiva de las fronteras.
No obstante, la frontera era permeable y algunos estancieros dedicados a la cría extensiva de ganado vacuno se aventuraron poco a poco más allá del río Salado. 
En 1811, tras un desacuerdo, Ramos Mejía dejó su puesto en el cabildo de Buenos Aires y en compañía de algunos pocos hombres de su estancia -encabezados por el gaucho José Luis Molina, un baqueano criollo que hablaba perfectamente las lenguas indígenas, se internó tras el Salado hasta la zona de la laguna Kaquel Huincul y Mari Huinkul, que en lengua aborigen significa "diez lomas", situada en el viejo partido de Monsalvo, actual Partido de Maipú, al sur de Dolores, donde compró 64 leguas cuadradas de tierras a los indios pampas en 10000 pesos fuertes. El historiador Adolfo Saldías, en su Historia de la Confederación, plantea que Francisco fue el único estanciero de entonces en comprarle tierras a los indios, permitiéndosele a estos permanecer con sus tolderías en dicho territorio.
Concretada la transacción, por completo inusual para la época, regresó a Buenos Aires en busca de su familia, y emprendió la fundación de la estancia "Miraflores" así denominada en recuerdo a una finca que su suegro, Sebastián Segurola y Oliden, había poseído en el Alto Perú.  

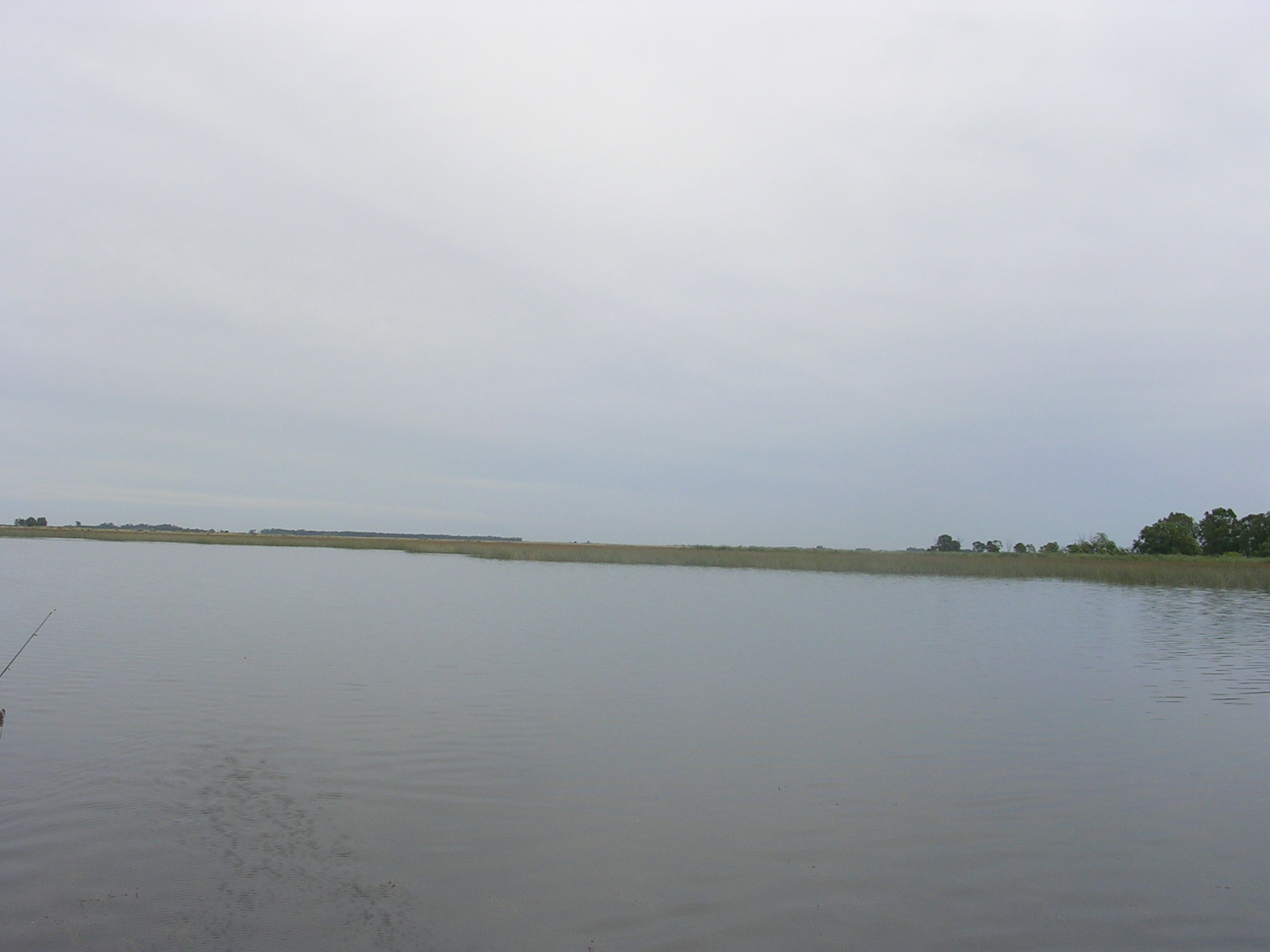
Laguna Kakel Huincul.

Partido de Maipú.

El camino que seguían las tropas de carreta que unía el sur del Salado -y por ende Miraflores- con Buenos Aires era ya más directo que en el pasado: de Buenos Aires llevaba a Chascomús, desde allí cruzaba el Salado por el Paso de la Postrera y llegaba a Dos Talas, Las Bruscas, Monsalvo, Kakel Huincul (en Maipú), laguna del Vecino (actual Partido de General Guido), los Montes del Tordillo y Montes Grandes del Tuyú, donde se reunía con el que partiera de la Ensenada de Barragán corriendo por el este.
Pese a haberles comprado la tierra, Ramos Mejía fomentó la permanencia de los indios en su estancia. Quienes lo deseaban pudieron asentarse en las tierras de la estancia. Se calcula que unas 200 personas optaron por ese régimen. Allí aprendieron a sembrar utilizando el caballo para arar, cosecharon trigo, cebada y maíz, y plantaron árboles (cedros, robles, castaños y frutales). El excedente de lo que producían se vendía en Buenos Aires y su producto les pertenecía. Los aborígenes podían abandonar la hacienda en cualquier momento, ninguna servidumbre los ataba a la tierra o a su dueño.
Por otro lado, aquellos que prefirieron no asentarse tenían garantizado el libre y pacífico tránsito por Miraflores.
Ramos Mejía estableció solo algunas reglas de convivencia para quienes habitaran sus tierras, que eran conocidas por estos como "la Ley de Ramos". Una de las primeras prohibiciones que estableció fue la del uso de armas. 
El 10 de agosto de 1814 presentó al Director Supremo de las Provincias Unidas del Río de la Plata Gervasio Antonio de Posadas, un plan para poblar pacíficamente la pampa llevando adelante una acción civilizadora y por completo prescindente del empleo de la fuerza militar.
A los indígenas le enseñaba algunos principios de moral cristiana, pero no propiamente los de la clásica doctrina católica, y los sábados dirigía un servicio religioso. Esto, sumado a la falta de imágenes sagradas, su interpretación personal de la Biblia y al rumor de que bendecía las uniones ilegítimas de los indios fue generando creciente alarma entre otros hacendados y las autoridades religiosas de Buenos Aires.
En 1815 Ramos Mejía recibió del gobierno en merced las tierras, pero no la propiedad.
Ese mismo año se instaló en la laguna Kaquel Huincul, su territorio, un fortín al mando del capitán Ramón Lara. Si bien la frontera seguía en el Salado, el avance de las estancias y del apoyo militar y las autoridades civiles fijaron la frontera en el nuevo fortín y en el naciente pueblo de Dolores.
En las inmediaciones se estableció también el principal centro de detención de prisioneros realistas, conocido como Las Bruscas.
Recién en 1819 Ramos Mejía pudo adquirir el derecho de propiedad al gobierno, de una extensión de terreno de 250 000 hectáreas.
Juan Manuel de Rosas se opuso en esa ocasión a la venta: sospechaba la connivencia de Ramos Mejía con los malones, dado que estos no afectaban sus propiedades. En esee momento Rosas se había incluso opuesto a que la frontera se expandiera hasta Tandil, para impedir que Ramos Mejía siguiera comprando tierras a los indios. Por añadidura, Ramos Mejía no integraba tampoco el poderoso sector de los ganaderos saladeristas e inclusive la firma de Ramos aparece junto a la firma de los enemigos de Rosas en la guerra de panfletos que se produjo como consecuencia del cierre de los saladeros en 1818, dispuesta con el objeto de garantizar el abastecimiento a la ciudad.
Finalmente, sus mismas posiciones religiosas e ideológicas los diferenciaban profundamente. Ramos Mejía defendía una política unívoca: el blanco y el indio debían integrarse pacíficamente en comunidades bajo igualdad de derechos. La estancia Miraflores se convirtió en buena medida en esa verdadera colectividad utópica por la que abogaba y la experiencia era exitosa: aunque los indios tenían libertad de irse en cualquier momento la población afincada en paz aumentaba sin cesar, el robo fue erradicado y la estancia daba ganancias. Juan Manuel de Rosas, hábil conocedor de las poblaciones indígenas, defendía en cambio una política dual: de negociación y relación paternalista con caciques e "indios amigos" y de enfrentamiento, guerra y sometimiento con los adversarios.

### Milenarismo

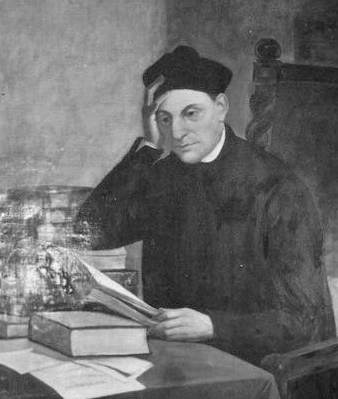
Manuel Lacunza.

De ideas políticas y religiosas muy particulares, Ramos Mejía predicaba una interpretación milenarista, original y muy personal de los Evangelios, influenciada en buena medida por el jesuita chileno Manuel Lacunza (1731-1801). Lacunza se hizo conocer por su trabajo La venida del Mesías en gloria y majestad, acerca de la segunda venida de Cristo, escrito bajo el seudónimo de Josafat Ben Ezra durante su exilio en Italia, tras la disolución de la orden. Su libro circuló en fragmentos durante los últimos años de la década de 1780 por toda Europa y América, y fue publicado en forma de libro después de su muerte.
Ramos Mejía estaba tan interesado en esa obra, que copió a mano el manuscrito que poseía el dominico Isidoro Celestino Guerra. Poco después adquirió la edición en cuatro tomos publicada en Londres en 1816 por el general Manuel Belgrano, en la que efectuó numerosas anotaciones en los márgenes, muchas veces críticas de las ideas de Lacunza. Esas críticas a Lacunza, quién pese a sus posiciones poco clásicas se encontraba bajo la influencia de su formación teológica católica, indican que Ramos Mejía compartía muchas de las perspectivas de los reformadores protestantes.
En 1820 Ramos Mejía publicó un corto tratado llamado "El evangelio de que responde ante la nación el ciudadano Francisco Ramos Mejía", y otro panfleto, "El A B C de la Religión".
Esas publicaciones produjeron reacciones inmediatas: sumadas a las denuncias que desde tiempo atrás se acumulaban contra sus prácticas religiosas movieron al gobierno a encargar al padre Valentín Gómez su investigación. Valentín Gómez designó a su vez al cura vicario de Dolores para que investigara sobre el terreno las denuncias. El informe finalmente presentado daba por comprobada solo la acusación de haber santificado el día sábado y manifestaba no tener suficientes indicios para dar por cierta la de realizar casamientos.
Afirmaba no obstante que Ramos Mejía no solo guardaba el sábado como opción personal, sino que había persuadido a los trabajadores de sus campos y a los indígenas que los habitaban a hacer lo mismo. Este hecho y los rumores, comprobados o no, constituyeron argumentos suficientes para que fuera considerado hereje, por lo que el entonces ministro de gobierno Bernardino Rivadavia dictó una resolución donde establecía que se

Intimase a Don Francisco Ramos Mejía se abstenga de promover prácticas contrarias a la religión del país y de producir escándalos contrarios al buen orden público, al de su casa y familia y a su reputación personal.

El dominico Francisco de Paula Castañeda, su principal perseguidor, lo acusaba también de haber quemado las imágenes y eliminado el santoral católico.

### El Pacto de Miraflores

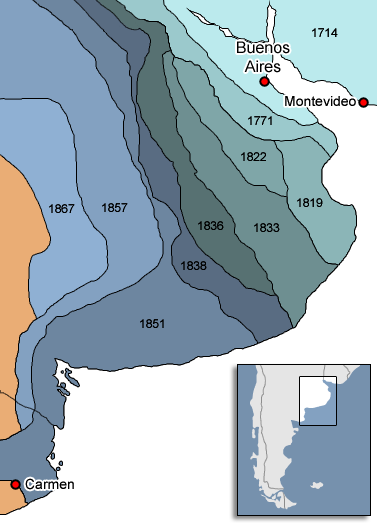
Expansión de la frontera con el indio.

Hacia 1820 la situación de la frontera sur de las Provincias Unidas del Río de la Plata era pacífica. En un informe de 1864 del sargento mayor Juan Cornell al ministro de guerra, recordaba que hacia 1820

La frontera por el Sud había adelantado hasta Kaquel y también las estancias por inmediaciones a la costa del mar desde el Río Salado hasta la Mar Chiquita. Por el norte partiendo desde Chascomús, Ranchos, Montes y demás puntos hasta Mercedes y Melincué se mantenían en sus antiguos puestos. Los establecimientos de estancias en toda esa extensión al frente no habían alcanzado sino hasta el Río Salado. (...) Los indios pampas hacía años que se mantenían en paz situados por la Lobería, Tandil, Chapaleufú, Huesos, Tapalqué y Kaquel, viniendo a comerciar hasta esta Capital, alojándose en los corralones destinados a este negocio.

Inmerso en una crisis civil sin precedentes, a principios de 1820 el gobierno buscó un acuerdo con los indígenas de las sierras de Tandil que le permitiese asegurar esa frontera. Cuando las propuestas llegaron a los indios, estos decidieron que Francisco Ramos Mejía actuara como su representante en las negociaciones.  Con ese objeto Ramos Mejía presentó a quien sería el gobernador de la Provincia de Buenos Aires Martín Rodríguez unas "Pautas de convivencia pacífica entre blancos e indios" que serían reconocidas en el posterior Tratado.
Las conversaciones se realizaron en la estancia de Miraflores. El 7 de marzo de 1820, en representación de 16 jefes indígenas pampas, Ramos Mejía firmó con el gobierno de Buenos Aires el Tratado de Paz de Miraflores, que si bien reconocía la situación existente planteaba una relativa reciprocidad en las concesiones.
Así, el artículo 4° del texto del tratado reconocía como nueva línea de frontera las tierras ocupadas por los estancieros, pero estos debían permitir a los indígenas el libre paso por sus tierras. El artículo 5° obligaba a los indios a devolver la hacienda robada, pero los blancos debía respetar los bienes de aquellos. Ramos Mejía se negó a suscribir un par de puntos, como el de que el indio debía ajusticiar a los blancos huidos a su territorio.
Fue firmado por Martín Rodríguez con los caciques Ancafilú, Tacumán y Tricnín, quienes había sido autorizados en las tolderías del Arroyo Chapaleufú a representar también a los caciques Carrunaquel, Aunquepán, Saun, Trintri Loncó, Albumé, Lincón, Huletru, Chañas, Calfuyllán, Tretruc, Pichilongo, Cachul y Limay, y por los caciques firmó Francisco Ramos Mejía.
Pero tras la firma del tratado de paz la situación se deterioró rápidamente en todos los aspectos. Ramos Mejía ya había sido denunciado como hereje y su afinidad con los indios era considerada sospechosa. Por añadidura, la incursión del líder chileno José Miguel Carrera favoreció nuevos malones de las tribus. 
Dice Cornell

Pero desgraciadamente las turbulencias del año 20 y el mal manejo que se tuvo para tratarlos hizo disgustarlos en tiempo del gobierno del General Rodríguez, y se retiraron de Kaquel donde residían las tribus de Ancafilú, Pichiman, Antonio grande y Landao, que vivían pacíficamente agasajados por Don Francisco Ramos Mejía, que permanecía sin ningún temor en su estancia con toda su familia y sin exageración diré, rodeado de estas indiadas.

### Expedición al sur
Pocos meses después de la firma del Tratado de paz de la estancia Miraflores, el 27 de noviembre de 1820, un malón azotó la localidad de Lobos dejando alrededor de cien víctimas incluyendo al jefe del fortín. Entre las tropas que salieron en su persecución estaba el coronel Juan Manuel de Rosas, pero no lograron darles alcance ni recuperar cautivos o arreo.
El 2 de diciembre José Miguel Carrera con una partida de indios atacó la localidad de Salto y destruyó la población.
Ante la indignación pública por los malones, el gobernador Martín Rodríguez dispuso una expedición contra los indios que atacaban las poblaciones de la frontera. No obstante ante la imposibilidad de alcanzar las partidas agresoras, Rodríguez efectuó finalmente su entrada contra tribus pacíficas. Se puso en campaña desde el fortín Lobos, donde reunió alrededor de 2500 hombres. Una división dirigida por Rafael Hortiguera, Gregorio Aráoz de Lamadrid y Rosas invadirían el territorio por el centro, mientras otra fuerza al mando de Rodríguez lo haría por el sur. 
La columna de Rodríguez cruzó el Salado rumbo al sur, acampó a orillas de la laguna Kaquel Huincul y avanzó hasta la sierra del Tandil, desde donde se dispuso sorprender las tolderías de los caciques Ancafilú y Anepan en las márgenes del arroyo Chapaleufú, pero el arroyo tuvo que ser pasado a nado por lo que las tropas solo lograron capturar algunos niños y mujeres y ganados. 
Los indios se dispersaron en pequeñas partidas que seguían la columna. Enviaron luego una embajada manifestando deseos de someterse, para lo que solicitaban un parlamento. Abiertas las negociaciones, Rodríguez devolvió a los indígenas los prisioneros y sus rebaños, quedando los caciques en presentarse en pocos días. 
El plan de las tribus consistía en incorporar 300 indios de lanza a la columna como tropas aliadas para operar contra las tribus tehuelches y dirigir a las tropas a una celada en la cual los 300 arrebatarían la caballada y el resto atacarían a la columna. El cacique Juan Landao delató los planes, por lo que los indios del cacique Pichiloncoy optaron por atacar las fuerzas de Rodríguez, quien se impuso ocasionándoles unas 150 bajas.
Los indios pidieron parlamentar y se acordó una reunión con los enviados de Rodríguez cerca de una laguna, conocida desde entonces como laguna de la Perfidia, los que fueron asesinados. Vista la situación, con el ejército semisublevado, Rosas que renunciaba a su comisión y se proponía regresar a su estancia de los Cerrillos y en la certeza de la inutilidad de proseguir las operaciones, Rodríguez resolvió replegarse a Kaquel Huincul.
Ante lo que consideraba una violación flagrante del Pacto de Miraflores por el Gobierno, Ramos Mejía protestó enérgicamente

Si los indios aspiran de hecho y de derecho a la paz, los cristianos fomentan de hecho y de derecho la guerra (…) ¿No nos desengañaremos jamás de que ni el sable ni el cañón en nuestras circunstancias ni las buenas palabras con tan malditas obras es posible que constituyan ahora la paz entre los hermanos? ¿Será posible darle la salud a la Patria por medio de los prisioneros de la muerte?

En el fuerte de Kaquel Huincul Rodríguez ordenó que fueran detenidos todos los indios que trabajaban en la Estancia de Miraflores, acusándolos de ser espías de las tribus que realizaban los malones, y que Francisco Ramos Mejía se presentara a la ciudad de Buenos Aires para responder a la acusación de preferir la amistad de los indígenas a la de sus conciudadanos y de trabajar en contra de la religión oficial. En el comunicado que pasó al gobierno Rodríguez señalaba que de Miraflores

reciben los demás indios noticias que les favorecen para sus excursiones

y que en esa

estancia es donde se proyectan los planes de hostilidades contra provincia

Al ejecutarse la orden hubo un intento de resistencia pero Ramos Mejía convenció a los indígenas que marcharan pacíficamente, comprometiéndose a dirigirse al fuerte para hablar con el gobernador y resolver la situación.
Al presentarse al día siguiente en el fuerte, Rodríguez le comunicó que no solo los indios no serían liberados sino que él debía abandonar de inmediato su estancia e ir detenido a la capital. Su esposa María Antonia y sus hijos fueron encerrados en una carreta rumbo a Buenos Aires, mientras que Ramos Mejía fue trasladado esposado a caballo. Iniciado el traslado, en las cercanías del fuerte Ramos Mejía vio en el camino los cadáveres degollados de ochenta indios de sus tierras. Al presentar su protesta se le contestó que durante la marcha se produjo un intento de resistencia que debió ser sofocado.
No se encontró ninguna prueba que ligara a Ramos Mejía o a los indios de sus tierras con los malones o de que representaran una amenaza para la frontera. De hecho, en su informe del 4 de febrero de 1821, el capitán Ramón Lara le informó al gobernador que al allanar como se le ordenara la estancia había encontrado solo seis fusiles, tres de ellos inútiles y los restantes con evidente falta de uso, lo que representaba un arsenal claramente insuficiente no ya para las actividades de que eran acusados sino para cualquier estancia en lo que era zona de frontera.

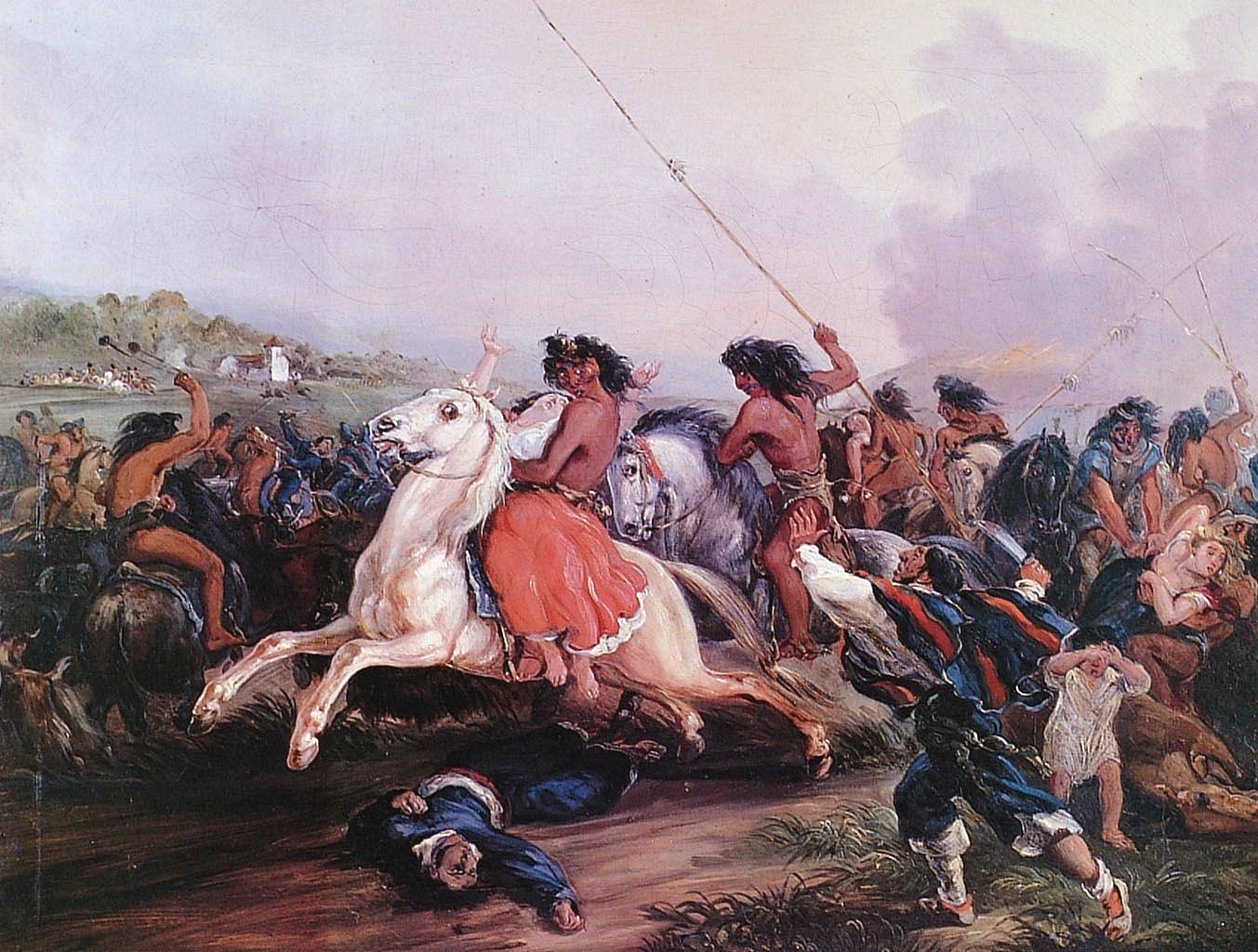
"El malón" por Mauricio Rugendas.

Cornell afirmó que la incursión

... no produjo ésta mayores resultados, si no al contrario más disposición en los indios para hacernos la guerra y no poca por haber traído preso en el mismo ejército a Don Francisco Ramos Mejía con toda la tribu de indios pacíficos que tenían sus tolderías en su estancia Miraflores.

#### El malón de 1821
El ataque de Martín Rodríguez como respuesta a los malones provocó que las tribus que se habían mantenido hasta ese entonces en paz por voluntad, costumbre y en respeto de lo establecido en el Pacto de Miraflores se alzaran también contra las poblaciones de la frontera. 
Entre ellos, el cacique pampa Curu-Nahuel (llamado Curunau, Tigre negro) que vivió en las cercanías de Miraflores entre 1805 y 1835, padre de Cachul, solo se sublevó ante el evidente atropello, lo mismo que el cacique pampa Calfugán del cual jamás había habido quejas.
En abril de 1821 un malón de 1500 hombres de lanza guiados por José Luis Molina, el antiguo capataz de Ramos Mejía, destruyó la naciente población de Dolores.

### Regreso a Los Tapiales
Ramos Mejía permaneció recluido en su estancia de Los Tapiales y no volvió jamás a Miraflores. Tal como sucediera en su estancia del sur, numerosos pampas fueron congregándose y estableciendo sus tolderías en torno a su nuevo hogar.
Víctima de una epidemia, murió el 5 de mayo de 1828, apenado y entristecido por el fallecimiento de dos de sus hijos a causa de la peste. Tenía 54 años.
El mismo día de su muerte, su familia inicio los trámites para poder sepultarlo en el parque de la estancia de Los Tapiales. Pasaron dos días esperando el consentimiento para la inhumación mientras el cuerpo de Francisco Ramos Mejía continuaba en una de las salas de la estancia. Al tercero entraron a la sala ocho indios, tomaron el féretro y lo depositaron sobre una carreta. Fuera del casco de la estancia los esperaban varios indios que formando un cortejo siguieron a la carreta. Tras cruzar el Río Matanzas se perdieron en el desierto y nunca se supo el lugar exacto en el que fue enterrado.
La estancia quedó en manos de su viuda, María Antonia Segurola. Gobernaba la provincia el coronel Manuel Dorrego quien fue fusilado el 13 de diciembre de 1828 por el general Juan Lavalle, sobrino de Francisco. Tras la derrota de la batalla de Puente de Márquez, Lavalle acampó en Los Tapiales, donde permaneció durante varios meses del año 1829. De allí partió meses después a visitar el campamento de Rosas, en la actual localidad de Virrey Del Pino.
Los hijos de Ramos Mejía, Matías, Ezequiel y Francisco, y sus yernos, los maridos de Magdalena y Marta Ramos Mejía, Isaías de Elía Álzaga y Francisco Bernabé Madero estuvieron entre los principales dirigentes de la revolución de los Libres del Sur en Dolores, lo que determinó la confiscación por Rosas de la estancia.
Acompañaron a Lavalle en su retirada hacia el norte tras la derrota sufrida en Quebracho Herrado. Francisco fue muerto en Córdoba y los restantes, tras la muerte de Lavalle el 9 de octubre de 1841 en Jujuy, continuaron a Bolivia trasladando sus restos y partiendo al exilio.
Tras la caída de Rosas, los Ramos Mejía recuperaron sus propiedades. 
De sus nietos destacan Francisco, célebre historiador y jurista, y José María Ramos Mejía (1842-1914), famoso sociólogo y psiquiatra.
Su estancia de Los Tapiales fue declarada monumento histórico en el año 1942 y en 1968 fue expropiada para construir ella el Mercado Central de Buenos Aires. Dentro de sus límites se preserva hoy el casco de la estancia.

### Su doctrina religiosa
Su doctrina no lo sobrevivió siquiera en su propia familia. La mayor parte de sus libros y manuscritos fueron quemados. Es posible conocer su ideario por algunos de sus escritos:
- El Evangelio de que responde ante la Nación el ciudadano Francisco Ramos Mejía, un extraño y críptico escrito de 15 páginas, de irregular sintaxis, puntuación y lógica, con frases en latín, citas bíblicas y con referencias a Lacunza y su obra.
- Las anotaciones hechas al margen de la Venida del Mesías en Gloria y Majestad (en la edición de Belgrano de 1816), compuesta por 4 tomos.
- La carta que escribe al gobernador Juan Ramón Balcarce a fines de 1820.

Los principios fundamentales de su doctrina consistían básicamente en que:
- La Biblia representa la única norma en tema de fe y doctrina
- La salvación se obtiene solo por la fe en Cristo
- Solo Cristo y los apóstoles constituyen el fundamento legítimo de la Iglesia Cristiana.
- El dogma de la transubstanciación era inaceptable por considerarlo idolátrico.

Por estas cuestiones, Ramos Mejía es considerado por algunos un precursor del protestantismo en América Latina. Algunos, como es el caso de la Iglesia Adventista del Séptimo Día, lo consideran incluso un precursor.